# Joseph Niklaus Bütler

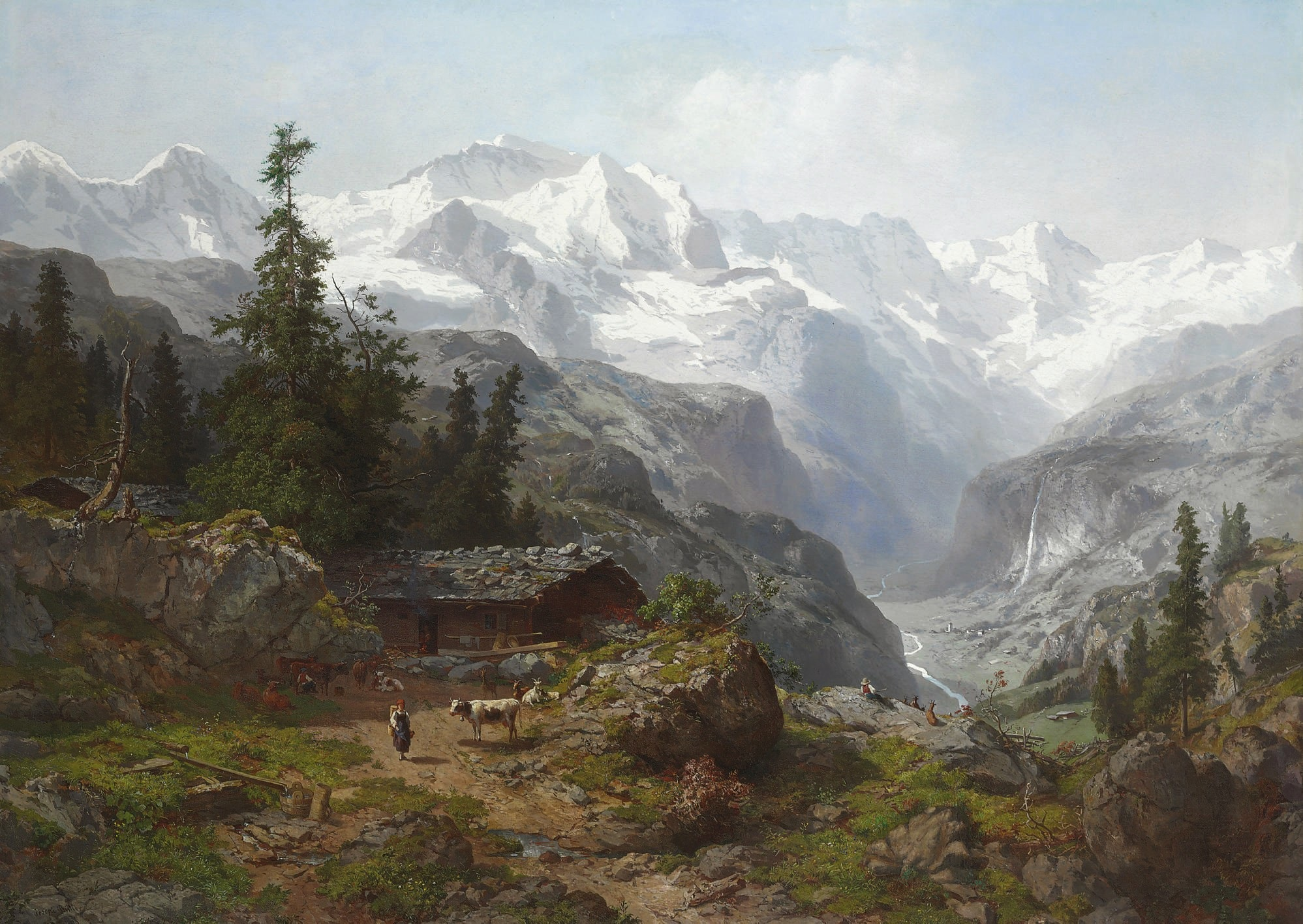
Vista de la vall de Lauterbrunnen amb Eiger, Mönch i Jungfrau

Joseph Niklaus Bütler   (Küssnacht, 16 d'octubre de 1822 - Düsseldorf, 20 de gener de 1885), nascut Josephus Nicolaus Gallus Bütler va ser un paisatgista suís; associat a la Escola de pintura de Düsseldorf.

## Vida i obra
Era fill de Niklaus Bütler, un artista, i de la seva dona Anna Maria, de soltera Trutmann. Va rebre les seves primeres lliçons d'art del seu pare. Va començar a pintar cap al 1840, després que la seva família s'hagués establert a Lucerna.
De 1852 a 1853, va assistir a classes impartides pel paisatgista Johann Wilhelm Schirmer a la Kunstakademie de Düsseldorf. El 1858, després d'un breu retorn a Lucerna, per resoldre alguns problemes financers, es va establir a Düsseldorf. Durant un breu temps, va compartir casa seva amb el seu germà Anton, que també era artista.
Es va dedicar exclusivament a la pintura de paisatge; presentant escenes dels Alps suïssos, interpretades en el popular Heroische Landschaft estil. Va ser també influenciat pels escrits de Jean-Jacques Rousseau, que parlava de la naturalesa pura com un refugi de llibertat. Més tard, va quedar sota la influència de l'estil més senzill emprat per l'escola de Barbizon.
El 1868 es va casar amb Sophie Antonia Jungheim, germana del seu amic, el pintor Carl Jungheim. De 1859 a 1884, va ser membre de l'associació d'artistes progressistes «Malkasten» ('Caixa de pintura'). També va participar en exposicions presentades pel Kunstverein für die Rheinlande und Westfalen, i va continuar fent presentacions a Suïssa.